# 噢 父親
《噢 父親》（英語：Oh Father）是美國女歌手瑪丹娜在1989年10月發行的歌曲，為她第四張錄音室專輯《宛如祈禱者》（英語：Like A Prayer）中所推出的第四首單曲，該單曲在告示牌單曲榜最高成績為第20名。

## 資料

### 歌曲簡介
瑪丹娜上一首談論父親的歌曲是1986年英美冠軍單曲〈爸爸別說教〉，這首歌主要是在探討一個未婚女子懷孕，希望可以得到父親對她的諒解與祝福。但〈噢 父親〉這首歌曲的主題卻是陰鬱沉重的，父親對在五歲時就失去母親的瑪丹娜管教非常嚴格，瑪丹娜在這首歌曲中告訴大家她自小活在父親的威權下的心情，當時她無力反抗，等到她年紀大了父親無法再限制她了，但父親對她的影響卻是一輩子深留在記憶中，在父親的面前，她永遠都是那五歲的小女孩。
〈噢 父親〉出自瑪丹娜內心深處最誠實的控訴，它的旋律並不像〈爸爸別說教〉那般節奏輕快悅耳，它的節奏緩慢，並用了大量的弦樂聲來襯托出它的沉悶。

### 音樂影片
〈噢 父親〉的音樂影片出自導演大卫·芬奇（David Fincher）之手，這支影片採黑白色調呈現，大衛·芬奇將這支影片拍的相當唯美藝術化，有一幕畫面是呈現父親對女兒的暴力行為，以及女兒後來成年後心理上的陰影，大衛·芬奇用這支影片忠實呈現出瑪丹娜在歌曲中最想要表達的情緒。

### 商業成績
〈噢 父親〉的成績不甚理想，它在美國單曲榜最高名次僅獲得第20名，和瑪丹娜其它單曲相比，這個成績可以說是非常差。〈噢 父親〉中斷了瑪丹娜在這個榜上連續第18首TOP 10的空前紀錄，它在榜內也只停留了13週就跌出榜外，也成為瑪丹娜單曲的新低紀錄。
〈噢 父親〉不只是在美國賣相差，在英國它的成績也不高，僅獲得第16名。

### 單曲收錄
〈噢 父親〉除收錄於瑪丹娜1989年第四張專輯《宛如祈禱者》（Like a Prayer）中，後亦曾收錄在瑪丹娜1995年的《情難忘-瑪丹娜性感情歌精選輯》（Something to Remember）中。